# Нуси-Аланана
Нуси-Аланана (малаг. Nosy Alagnagna, фр. Phare de l'Île aux Prunes) — работающий маяк на острове Прюн (фр. Île aux Prunes) в провинции Туамасина, Мадагаскар. 
Высота составляет 60 метров, поэтому маяк занимает двадцать четвёртое место среди самых высоких маяков мира, а также первое по высоте в Африке и Мадагаскаре.
Маяк находится на маленьком острове Прюн в 16 км от города Туамасина, столицы одноимённой провинции. Остров открыт для посетителей, на него можно добраться на лодке, однако посещение самой башни запрещено.
Адмиралтейский номер — D6972. Номер НАГР — 112-32460.

## Характеристики

### Огонь
Огонь находится на высоте 60 м над уровнем моря. Группа из трёх мигающих огней. Свет белый. Период обращения составляет 25 секунд. Дальность видимости равна 23 морским милям.

### Башня
Башня сделана из бетона. Форма восьмиугольная. Цвет башни — белый, верхушка (фонарь и галерея) чёрная.